# Гюттісгайм
Гюттісгайм (нім. Hüttisheim) — громада в Німеччині, знаходиться в землі Баден-Вюртемберг. Підпорядковується адміністративному округу Тюбінген. Входить до складу району Альб-Дунай.
Площа — 10,35 км2. Населення становить 1481 ос. (станом на 31 грудня 2020).